# Cistanthe ambigua
Cistanthe ambigua är en källörtsväxtart som först beskrevs av Sereno Watson, och fick sitt nu gällande namn av Carolin och M.A. Hershkovitz. Cistanthe ambigua ingår i släktet Cistanthe och familjen källörtsväxter. Inga underarter finns listade i Catalogue of Life.

## Bildgalleri

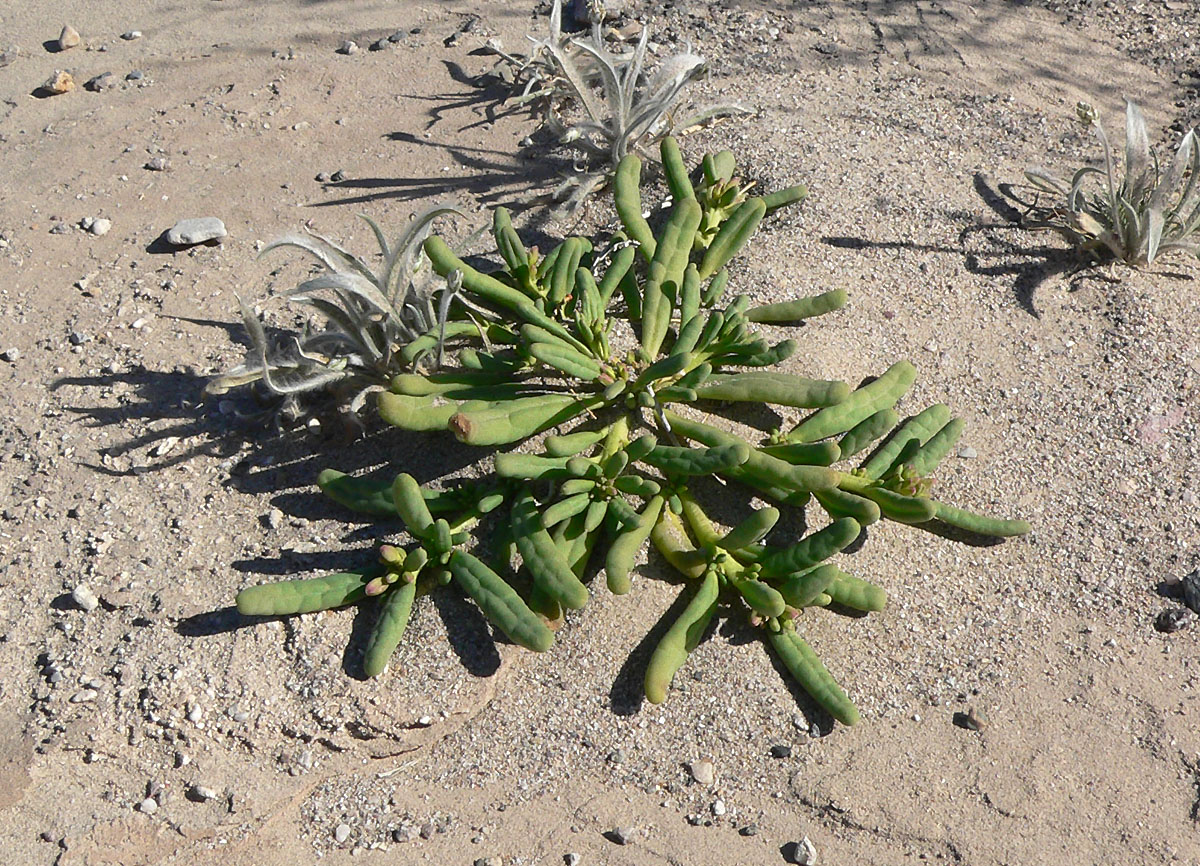
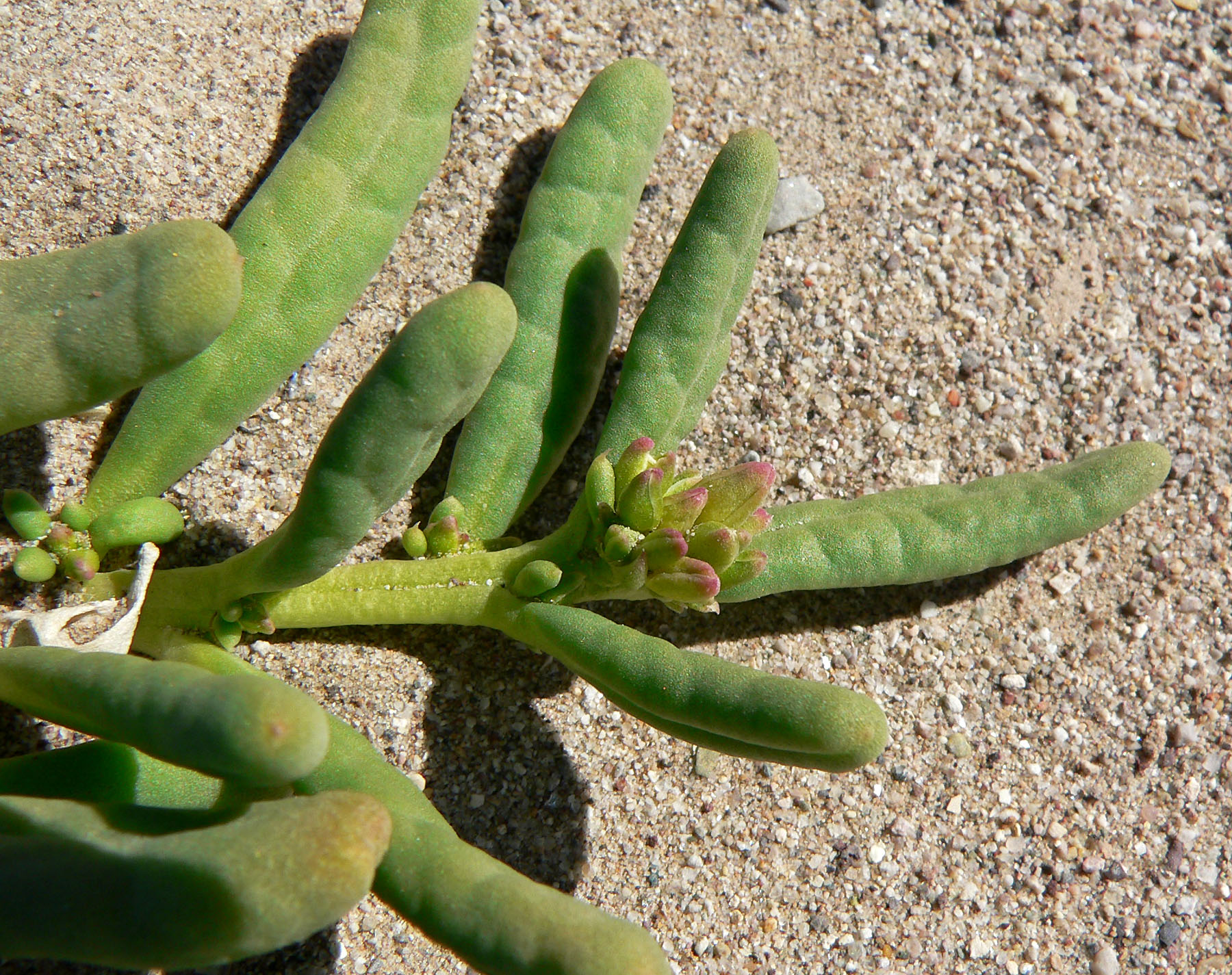
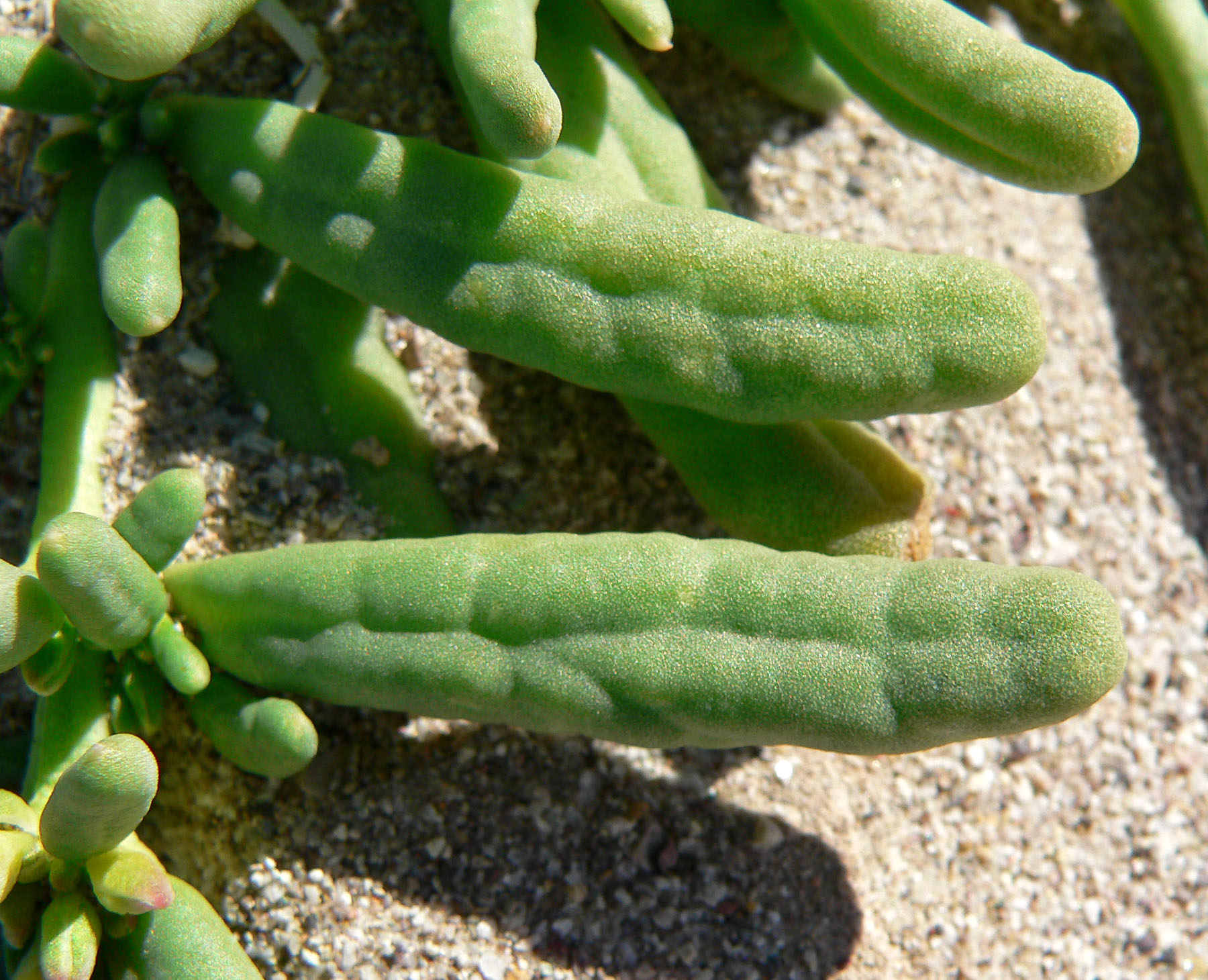
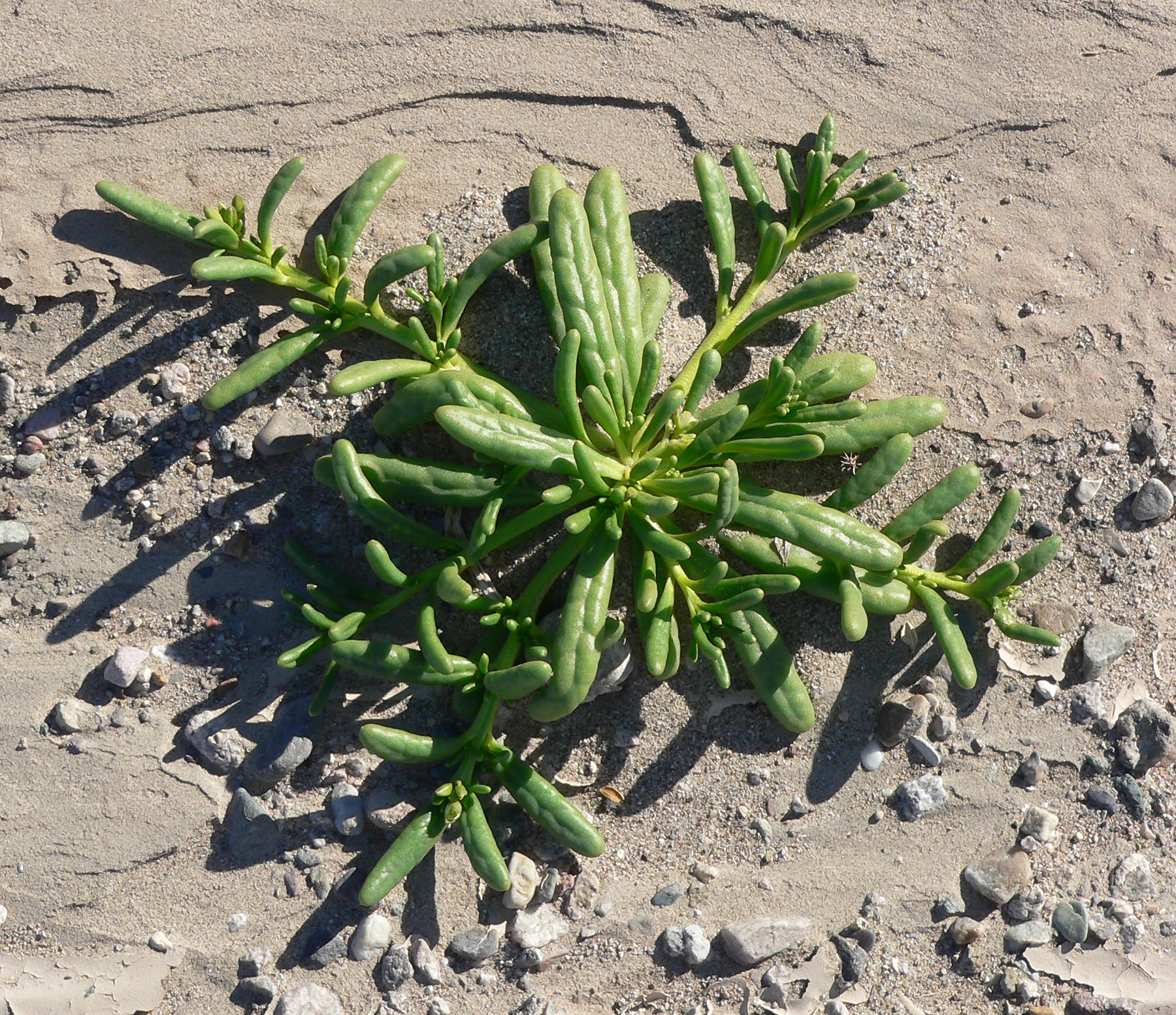